# Фридланд, Цви
Цви Фри́дланд (в русских текстах встречается также написание фамилии Фридлянд; 1898, Малин, Киевская губерния, Российская империя — 1967, Тель-Авив, Израиль) — российский и израильский еврейский театральный актёр и режиссёр, один из основателей театра «Габима» в Тель-Авиве.

## Биография
Цви Фридланд родился в 1898 году в городке Малин Киевской губернии. Ещё мальчиком он со своими друзьями организовывал любительские театральные представления. Несмотря на тягу к театру, Цви поступил в военную академию, но из-за революции 1917 года она была расформирована. В 1920 году, будучи актёром игравшей на иврите драматической труппы в Харькове, был приглашён Евгением Вахтанговым в Москву, где в то время создавался еврейский театр «Габима». Театр стал гастролировать по Европе и США. После того, как труппа театра перебралась из СССР в подмандатную Палестину, Фридланд стал одним из основателей и главных актёров «Габимы» в Тель-Авиве.
Главным спектаклем театра долгие годы оставался легендарный «Диббук» («Ха-диббук»), который впервые поставил ещё Вахтангов, но который лёг на плечи Фридланда после переезда театра. В течение без малого 40 лет Цви Фридланд отвечал за сохранение постановки «Ха-диббук» в форме, максимально приближённой к изначальной. Он решал, каких актёров пора заменять и кем, а также отвечал за восстановление спектакля после перерывов, когда спектакль уже вышел из постоянного репертуара (см. статью Елены Тартаковской «ДИБУК, ВЫЙДИ! – НЕ ВЫЙДУ!» https://lechaim.ru/ARHIV/178/tart.htm.)
Автор постановок на Бродвее. Помимо актёрской и режиссёрской деятельности занимался также преподаванием актёрского мастерства в созданной им студии при театре «Габима», а также преподавал в тель-авивской гимназии «Герцлия». Умер от рака в 1967 году в Тель-Авиве, во время церемонии прощания гроб поместили на сцену его родного театра.

## Семья
Был женат на актрисе Хане (Ханале) Гендлер (1901—1987), от брака с которой в 1935 году родилась дочь — актриса Далья Фридланд.

## Постановки

### Габима
- Амха (Твой народ; по Шолом-Алейхему) (1932)[6]
- Ревизор (1935)[7]
- Письмо Урии (1935)[8]
- Вишневый сад (по А. Чехову) (1939)[6]
- Преступление и наказание (по Ф. Достоевскому) (1942)[6]
- Любовь в Ционе (1947)[8]

## Увековечение памяти
- Именем Цви Фридланда названа улица в престижном районе Рамот Цахала, расположенном в северо-восточной части Тель-Авива.
- В Тель-Авиве, на фасаде дома № 29 по улице Фруг, где жила актёрская чета Цви Фридланд — Ханале Гендлер, установлена мемориальная доска с их именами.